# Skåsjön
Skåsjön är en sjö i Bräcke kommun i Jämtland och ingår i Ljungans huvudavrinningsområde. Sjön har en area på 3,69 kvadratkilometer och ligger 259,9 meter över havet. Sjön avvattnas av vattendraget Sännån.

## Delavrinningsområde
Skåsjön ingår i det delavrinningsområde (696629-149185) som SMHI kallar för Utloppet av Skåsjön. Medelhöjden är 340 meter över havet och ytan är 24,28 kvadratkilometer. Räknas de 31 avrinningsområdena uppströms in blir den ackumulerade arean 258,14 kvadratkilometer. Sännån som avvattnar avrinningsområdet har biflödesordning 3, vilket innebär att vattnet flödar genom totalt 3 vattendrag innan det når havet efter 160 kilometer. Avrinningsområdet består mestadels av skog (70 procent). Avrinningsområdet har 3,99 kvadratkilometer vattenytor vilket ger det en sjöprocent på 16,4 procent.